# Re Squalo
Re Squalo (King Shark) è un personaggio immaginario, un super criminale dell'universo DC Comics. Il personaggio fece la sua prima comparsa in Superboy (vol. 4) n. 9 (novembre 1994), con un breve cameo qualche settimana prima in Superboy (vol. 4) n. 0 (ottobre 1994).

## Biografia del personaggio
Nato alle Hawaii, Nanaue è uno squalo umanoide, suo padre era il "Re di tutti gli Squali" - anche noto come il Dio Squalo. In origine c'erano dei dubbi riguardanti la sua origine, in quanto gli altri personaggi, come l'agente speciale Sam Makoa, scartarono le origini superstiziose e si riferì a Nanaue come a una "selvaggia mutazione" e si pensò che fosse uno dei tanti "Wild Men", animali evoluti basati su quelli di Kamandi: L'Ultimo Ragazzo sulla Terra, ma l'auto conclusivo Aquaman: Sword of Atlantis mise fine alla controversia stabilendolo fermamente come il figlio del Dio Squalo.
Re Squalo fu il responsabile di un grande numero di persone scomparse molti anni prima che Superboy arrivasse alle Hawaii. Sam Makoa fu responsabile di avercelo portato e ne portava ancora le ferite che lo dimostravano. Re Squalo fu liberato dai Silicon Dragons che desideravano ingaggiarlo, ma Nanaue non era interessato e uccise i suoi liberatori prima di dirigersi verso la casa di sua madre. Sua madre gli permise di morderle un braccio perché si sfamasse, e Superboy decise di abbatterlo con la sua vista calorifica. Quando Makoa e Superboy furono assegnati alla Squadra Suicida per distruggere i Silicon Dragons, Re Squalo fu costretto ad aiutarli. Una cintura esplosiva fu legata alla sua vita, pronta per detonare se qualcosa fosse successo a Makoa. Altri membri della Squad inclusero Knockout e veterani come Deadshot e Capitan Boomerang.
Nanaue era una pazza macchina da combattimento, triturando legioni dei Dragons (e uccidendo anche Sidearm, quando tradì la squadra). Nonostante la cintura detonò, Re Squalo sopravvisse all'esplosione e alla distruzione del locale.
Dopo che una squadra di ricerca fu inviata sul luogo dello scontro per investigare sui resti mancanti della tana, Re Squalo fu inizialmente sospettato, ma si scoprì che era stato Black Manta. Re Squalo si batté con Superboy, ma fu sconfitto e rimandato in mare.
Re Squalo successivamente tornò nelle Wild Lands e combatté contro Superboy e i suoi alleati, dopo una violenta battaglia si presunse che fosse rimasto ucciso, anche se nessun corpo fu mai ritrovato.
Si unì alla Legione dei Criminali di Manchester Black in "Ending Battle", dopodiché saltò fuori a Metropolis e attaccò Jimmy Olsen. Superman lo batté facilmente, facendogli saltare buona parte dei denti (anche se gli ricrebbero). In tutte le sue precedenti comparse parlò raramente, ma durante questo numero fu molto loquace (anche se potrebbe essere a causa dell'influenza mentale di Black). Era anche più piccolo e molto lontano dall'acqua.
Re Squalo comparve anche durante una rivolta del Joker in "Last Laugh" insieme a Orca.
Re Squalo fu reclutato nella Società segreta dei supercriminali di Lex Luthor e fu uno dei tanti inviati ad attaccare Sub Diego, e durante questa battaglia uccise Neptune Perkins.
Nanaue ricomparve un anno dopo la Crisi infinita, portando le cicatrici del precedente incontro con Aquaman, e in questo periodo comparve molto più loquace e meno violento delle sue comparse precedenti. Le sue origini furono confermate come quelle del figlio del Dio Squalo, in quanto il libro di Aquaman comparve essere molto più basato sulla magia delle sue precedenti comparse. Fu il personaggio principale della serie, agendo da protettore involontario di Joseph Arthur Curry. Salvato da una gang di predoni dal giovane eroe, fu portato dal misterioso Abitante degli Abissi (il vecchio Aquaman ora mutato per qualche motivo) che gli diede il compito di aiutare il nuovo Aquaman nel accettare il suo ruolo. Anche se finse mancanza di rispetto, e spesso sparendo per qualche tempo, Re Squalo accettò, condividendo la sua conoscenza dei mari con il suo giovane salvatore. Fu successivamente rivelato in una sequenza flashback che gli fu chiesto di farlo da suo padre:
La storia seguente narra il primo incontro tra l'Aquaman originale e Re Squalo, che avvenne molti anni prima. Ebbe luogo a Reef's End, una piccola città di confine nel Mar dei Coralli. Orin - che era ancora Re dei Mari all'epoca - combatté contro il Re Squalo perché uccise un prete dell'Ordine della Corona Spinata. Re Squalo uccise precedentemente un numero di membri di questo gruppo, obbedendo alla volontà di suo padre. L'ordine fu associato a un'antica profezia:
Il Dio Squalo credette che se l'Ordine fosse stato distrutto, la profezia sarebbe stata innescata, donando grandi poteri durante questo evento. Tuttavia, Re Squalo fu sconfitto da Aquaman prima di portare a termine l'obiettivo di suo padre. Quindi fu imprigionato dai preti della Corona Spinata per tre anni prima di evadere; Nanaue menzionò di essere stato torturato durante la sua prigionia.
Dopo la Crisi Finale, la mascella di Re Squalo si ruppe dopo essere stata spalancata e successivamente il suo braccio sinistro gli fu strappato durante una battaglia, ma poi gli ricrebbe.
Re Squalo fu tra i nemici di Superboy portati da Krypto su una collina vicino alla scuola superiore di Smallville. Tuttavia, era incosciente o svenuto in quel momento.
Di recente, si unì ai Segreti Sei, come attaccabrighe. La sua occupazione nei Segreti Sei fu però di breve durata, in quanto la squadra fu presto catturata da un grande gruppo di supereroi durante una missione fallita a Gotham City. Re Squalo riuscì a sconfiggere il suo vecchio nemico Superboy nella battaglia, ma fu infine reso incosciente da Capitan Atom.

### The New 52
In The New 52, Re Squalo ebbe le sembianze di uno squalo martello umanoide. Fu torturato e costretto a entrare nella Squadra Suicida da Amanda Waller. Quando ebbe da ridire sugli ordini della Waller, Re Squalo finì per mangiarsi la sua compagna di squadra Yo-Yo (anche se si scoprì che sopravvisse).
Durante la storia Forever Evil, Re Squalo fu tra i criminali reclutati dal Sindacato del crimine per unirsi alla Società Segreta dei Super Criminali.

## Poteri e abilità
L'accresciuta carne di Re Squalo gli fornisce protezione contro le pressioni della profondità e gli attacchi fisici. La sua fisiologia da squalo include denti e artigli, che sono usati come arma, e branchie che gli permettono di respirare sott'acqua. Può nuotare a grandi velocità ed è resistente al freddo. Re Squalo possiede una grande forza e una grande resistenza, è in grado di sollevare una casa e i suoi denti possono masticare l'acciaio, inoltre essi hanno una capacità rigenerativa praticamente istantanea. Re Squalo può anche rigenerare i tessuti persi. 
Pare sia dotato di empatia animale: è stato in grado di percepire e chiamare i suoi "cugini" di squalo per venire da lui, sebbene non sia in grado di controllarli effettivamente, specialmente quando sono pieni di frenesia sanguigna.

## Altre versioni

### Flashpoint
Nella linea alternativa degli eventi di Flashpoint, Re Squalo lavorava come uomo forzuto nello spettacolo dei fenomeni da baraccone del Circo Haley. Il Circo Haley fu attaccato dalle Amazzoni, e Re Squalo fu ucciso mentre cercava di salvare il Dottor Fate.

### Batman: Arkham Knight
Nel fumetto prequel di Batman: Arkham Knight, Re Squalo non comparve, ma suo figlio "Kid Squalo" fece una comparsa. Kid Squalo attaccò Batman per la strada. Il Commissario Gordon che passava da quelle parti fu coinvolto nel combattimento, fornendo una distrazione sufficiente da permettere a Batman di colpire il giovane alla testa con il getto d'acqua di un idrante. Poco dopo fu dato in custodia al Dipartimento di polizia di Gotham City.

## Altri media

### DC Extended Universe e DC Universe
- Nanaue / King Shark compare nel film del DC Extended Universe The Suicide Squad - Missione suicida. Sul set gli ha dato i movimenti Steve Agee, ma è stato doppiato dall'attore Sylvester Stallone, mentre in Italiano è doppiato da Luca Ward. Si tratta della prima apparizione cinematografica di King Shark che qui compare obeso, ingenuo e infantile a differenza delle altre versioni, mantenendo comunque la sua natura violenta. Viene selezionato da Amanda Waller per la seconda Squadra Suicida inviata all'isola di Corto Maltese, svolgendo soprattutto il ruolo di muscolo del gruppo. Apparentemente una bestia feroce, Nanaue in realtà non è interessato a ciò che accade intorno a lui, ma è solo un bambino in cerca di amici che non può ottenere a causa della sua natura violenta, del suo aspetto mostruoso e della sua scarsa concezione del bene e del male. Nel corso della missione prova a mangiare la giovane Cleo Cazo / Ratcatcher II, ma questa riesce a capire la sua solitudine e sceglie di stringere amicizia con lui. Grazie a quest'esperienza Nanaue si affeziona agli altri compagni, anche se viene spesso lasciato indietro per via del suo aspetto ingombrante. Durante l'assalto alla prigione Jothunaim stringe amicizia con la specie mutante dei Clyrax, ma apprende a malincuore che il loro unico scopo era mangiarlo, rendendolo nuovamente diffidente verso gli altri. Quando il leader Bloodsport diserta dalla missione Nanaue lo segue insieme agli altri compagni e affronta in battaglia l'alieno Starro: pur venendo sconfitto riesce a salvarsi e si ricongiunge all'amica Cleo. Grazie ad un ricatto di Bloodsport inoltre Nanaue, Cleo e Harley Quinn ottengono la libertà, andandosene via dall'isola.
- Nanaue / King Shark dal film del DCEU The Suicide Squad - Missione suicida è apparso in un breve cameo nella serie animata Creature Commandos nell'episodio A Very Funny Monster, ambientata nel DC Universe (DCU), dove scherza sul look dei capelli de La Moglie, tuttavia non è doppiato da Stallone come nel film ma da Diedrich Bader.[15][16]

### Televisione
- Il Re Squalo comparve in Superman/Batman: Nemici pubblici. Fu tra i super criminali che attaccarono Batman e Superman.
- Il Re Squalo comparve in Batman: Assault on Arkham. In questo film, fu reclutato da Amanda Waller per diventare un membro della Suicide Squad e andare in missione per uccidere l'Enigmista. Comparve come un umano gigantesco con alcune mutazioni, una maschera di metallo che amplificava le sue abilità mordenti e un mohawk rosso come spina dorsale. Sembrò anche intraprendere una relazione con Killer Frost. Mostrò anche una certa paura delle altezze. Durante la missione, Re Squalo fu ucciso dalla bomba che la Waller mise sul suo collo quando l'Enigmista cercò di disarmarla
- Il Re Squalo comparve brevemente nell'episodio La furia di Firestorm, della serie televisiva The Flash. Questa versione somiglia alla sua versione originale. Originariamente un biologo marino di Terra-Due, di nome Shay Lamden, fu trasformato dall'esplosione dell'acceleratore di particelle e cadde sotto il controllo di Hunter Zolomon/Zoom, che lo inviò su Terra-Uno per eliminare Flash. Dopo aver afferrato Flash, Patty Spivot cerca di aiutarlo e spara al Re Squalo, ma fallisce, e il Re Squalo si avvicina a lei. Tuttavia l'Harrison Wells di Terra-Due, con un'arma super tecnologica dei Laboratori Mercury, mette fuori combattimento il mostro. Fu chiamato "Re Squalo" da Patty nell'episodio Dottor Light. Ritornò poi nell'episodio King Shark, dove si scopre che è stato imprigionato all'A.R.G.U.S. dal capo dell'agenzia, Amanda Waller, per degli esperimenti al fine di esplorare il gene metaumano. A causa della morte di Amanda nell'episodio Senza permessi, della serie madre Arrow, questi piani non furono mai messi in atto, e il Re Squalo rimase loro prigioniero. Riesce a fuggire falsificando la propria morte nella gabbia, e si dirige nuovamente a Central City per dare la caccia di Flash e portarlo a Zoom. Dopo aver ucciso alcuni agenti dell'A.R.G.U.S., rintraccia Flash a casa di Joe West. Nonostante Flash cerchi di fargli capire che non c'è verso per lui di tornare su Terra-Due, il mostro è ugualmente determinato nell'uccidere il velocista nonostante tutto. Barry fugge però quando sopraggiungono gli agenti dell'A.R.G.U.S. la squadra di Barry mette su una trappola per il Re Squalo. La trappola fallisce, ma Flash riesce a sconfiggerlo utilizzando la sua aurea per elettrificare l'acqua e lanciare un "lampo" per fermarlo. Il Re Squalo viene nuovamente catturato dall'A.R.G.U.S. ma il suo nuovo capo dell'agenzia, Lyla Diggle, decide di dedicare le risorse dell'A.R.G.U.S. per trovare una cura piuttosto che cercare di studiarlo per esplorare le sue capacità. Riappare nell'episodio Infantino Street della terza stagione, come guardiano di una tecnologia aliena recuperata dalla A.R.G.U.S..
- Il Re Squalo compare come uno dei personaggi principali della serie animata del 2019 Harley Quinn, dove fa parte del team di Harley. Al contrario della sua versione a fumetti è rappresentato come un tipo amichevole e gentile, che tuttavia mostra tendenze omicide quando sente l'odore del sangue e può mostrarsi piuttosto pericoloso quando la situazione lo richiede, indossa abiti umani ed è un abile informatico. Doppiato in lingua originale da Ron Funches.
- Il Re Squalo comparve nuovamente come uno dei personaggi principali nell'anime Suicide Squad Isekai.

### Videogiochi
- Il Re Squalo comparve nel videogioco LEGO Batman 3: Gotham e oltre. Qui comparve nella versione vista in The New 52 e fu parte della "Squad" scaricabile.

- Il Re Squalo sarà uno dei quattro protagonisti del videogioco Suicide Squad: Kill the Justice League, spin-off della saga di Batman: Arkham basato sulla Squadra Suicida sviluppato da Rocksteady Studios e ambientato dopo gli eventi di Batman: Arkham Knight. Nel titolo Nanaue farà parte della Task Force X organizzata da Amanda Waller, assieme ad Harley Quinn, Floyd Lawton/Deadshot e George "Digger" Harkness/Capitan Boomerang, per eliminare buona parte della Justice League, che sta minacciando l'umanità sotto il controllo mentale di Vril Drox/Brainiac. A doppiare il personaggio in inglese è il wrestler statunitense di origini samoane Nuufolau Seanoa, attualmente sotto contratto con la AEW con il ring name di Samoa Joe, mentre in italiano a prestargli la voce è Renzo Ferrini.

### Miscellanea
- Il Re Squalo comparve nel n. 14 del fumetto Young Justice. In questo franchise, Re Squalo è noto come Re Nanaue Sha'ark. Viene mostrato come uno studente alla stessa accademia di magia frequentata da Aqualad, nonché il Re della città-stato atlantidea Nanauve. Sha'ark ha l'abitudine di riferirsi a coloro che considera più deboli di lui chiamandoli "compagno". Nel n. 15, Lori Lemaris e Topo dovettero convincerlo a non mangiare l'ex atlantideo Purista Ronal (che fu perdonato da Aquaman).